# Редкоцветен салеп
Редкоцветният салеп (Darkofil) е вид растение от семейство Орхидеи (Orchidaceae). Видът се среща в България.

## Описание
Растението е с височина от около 60 cm. Цъфти през май и началото на юни.

## Разпространение и местообитание
Видът е широко разпространен в цяла Евразия на север до Швеция. Среща се в местности с влажни ливади с алкални почви. В България видът се среща в Странджа и подножието на Верила планина.